# BK Häcken (női csapat)
A BK Häcken egy svéd női labdarúgóklub, amely a Damallsvenskan bajnokságában szerepel. A klub székhelye Göteborgban található, hazai mérkőzéseiket az Ullevi Stadion mellett elhelyezkedő Valhalla edzőközpontban játsszák.

## Története
A klubot Landvetterben hozták létre 1970-ben. 2004-ben költözött át Göteborgba és a helyi Kopparberg sörfőzde támogatásával az ország egyik meghatározó csapatává léptek elő. Történetük során egy bajnoki, két kupa- és egy szuperkupa győzelmet abszolváltak.
2020 végén a klub felszámolta a felnőtt csapatot, mivel anyagi támogatások híján a csapat nem tudja biztosítani jövőjét és az európai élcsapatokkal sem képes felvenni a versenyt. Mindössze két nap elteltével az ügy váratlan fordulatot vett és magánszemélyek, vállalatok és különböző sportegyesületek ajánlották fel együttműködésüket a göteborgi elit női labdarúgás fenntartása érdekében. A KGFC bajnoki címvédőként folytatja elit ligás szereplését a 2021-es szezonban és a Bajnokok Ligájában egyaránt.
A klub 2021. január 28-án tartandó közgyűlésén Peter Bronsman elnök bejelentette, hogy a 2021-es idénytől a BK Häcken szervezete átvette a klub irányítását és játékosállományát, így teljeskörű jogutódként vesz részt a bajnoki és a nemzetközi küzdelmekben.

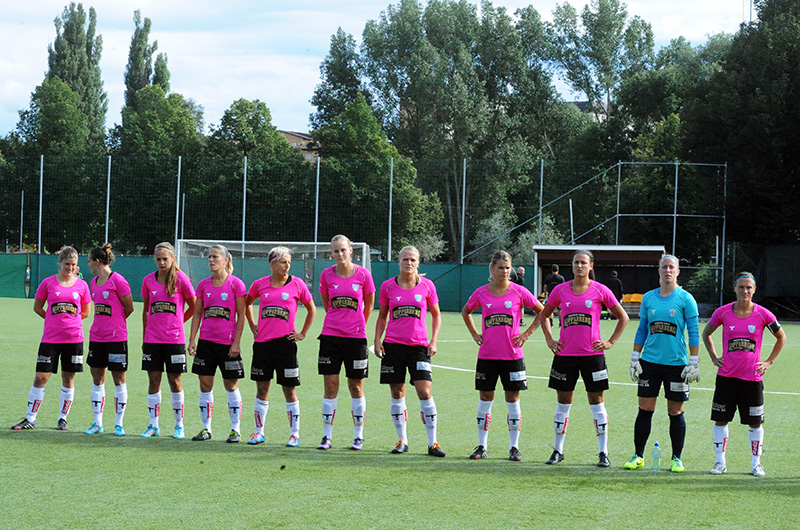
A csapat 2014-ben az AIK elleni bajnoki mérkőzésen.

## Sikerlista
- Damallsvenskan győztes (1): 2020
- Svéd kupagyőztes (4): 2011, 2012, 2019, 2021
- Svéd szuperkupa győztes (1): 2013

## Játékoskeret
2023-as szezon
| #  |     | Poszt | Név                   |
| -- | --- | ----- | --------------------- |
| 1  | NED | K     | Loes Geurts           |
| 13 | SWE | K     | Jennifer Falk         |
| 30 | JPN | K     | Yoon Younggeul        |
| 3  | AUS | V     | Aivi Luik             |
| 6  | AUS | V     | Dylan Holmes          |
| 14 | SWE | V     | Molly Johansson       |
| 16 | SWE | V     | Anna Sandberg         |
| 18 | SWE | V     | Lisa Löwing           |
| 19 | SWE | V     | Elma Juntilla Nelhage |
| 5  | ENG | KP    | Ruby Grant            |
| 9  | SWE | KP    | Filippa Curmark       |
| 10 | SWE | KP    | Elin Rubensson        |
| 17 | HUN | KP    | Csiki Anna            |

| #  |     | Poszt | Név                   |
| -- | --- | ----- | --------------------- |
| 20 | SWE | KP    | Hanna Wijk            |
| 21 | ISL | KP    | Jòhanna Fosdalsá      |
| 22 | SWE | KP    | Marika Bergman Lundin |
| 26 | SWE | KP    | Alexandra Larsson     |
| 7  | SWE | CS    | Monica Jusu Bah       |
| 8  | SWE | CS    | Rosa Kafaji           |
| 11 | CAN | CS    | Clarissa Larisey      |
| 12 | DEN | CS    | Stine Larsen          |
| 15 | SWE | CS    | Alexandra Hellekant   |
| 23 | SWE | CS    | Felicia Schröder      |
| 27 | TAN | CS    | Aisha Masaka          |
| 28 | SWE | CS    | Anna Anvegård         |

## Korábbi híres játékosok
| - Anna Ahlstrand - Johanna Almgren - Anneli Andelén - Filippa Angeldahl - Kristin Bengtsson - Emma Berglund - Lisa Dahlkvist - Kristin Hammarström - Marie Hammarström - Eleonor Hultin - Catrine Johansson - Maria Karlsson - Jessica Landström - Linnea Liljegärd - Hedvig Lindahl - Salina Olsson - Amelie Rybäck - Camilla Schelin - Lotta Schelin - Olivia Schough - Stina Segerström - Linda Sembrant - Marlene Sjöberg - Jane Törnqvist - Kristin Hammarström | - Anita Asante - Jodie Taylor - Adelina Engman - Jessica Julin - Heidi Kackur - Natalia Kuikka - Annica Sjölund - Sabrina Viguier - Daniëlle van de Donk - Nathalie Geeris - Lieke Martens - Manon Melis - Andrine Hegerberg - Maren Mjelde - Ingvild Stensland - Yael Averbuch - Christen Press - Hope Solo |